# 埃德爾巴赫河 (卡爾河支流)

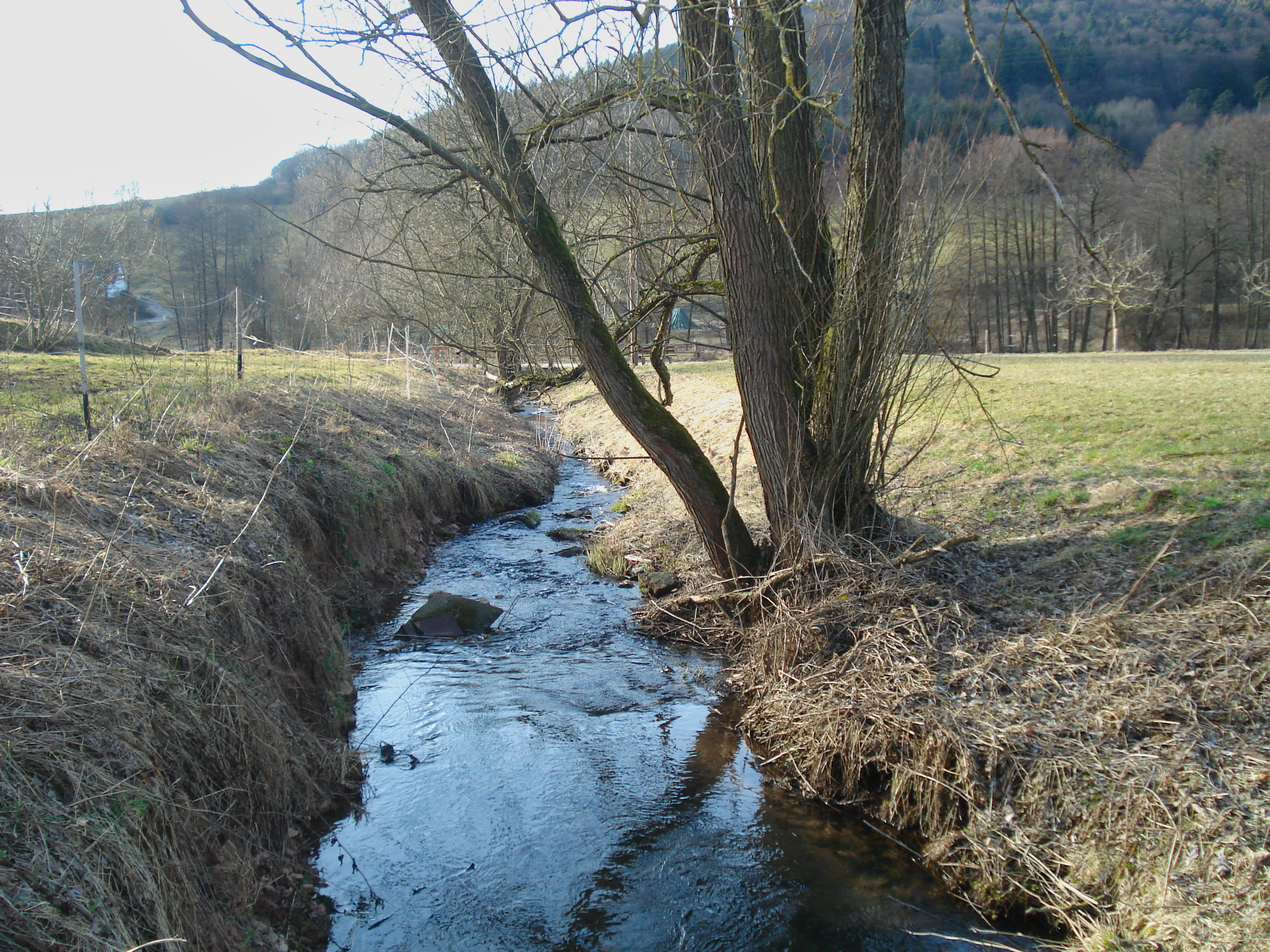

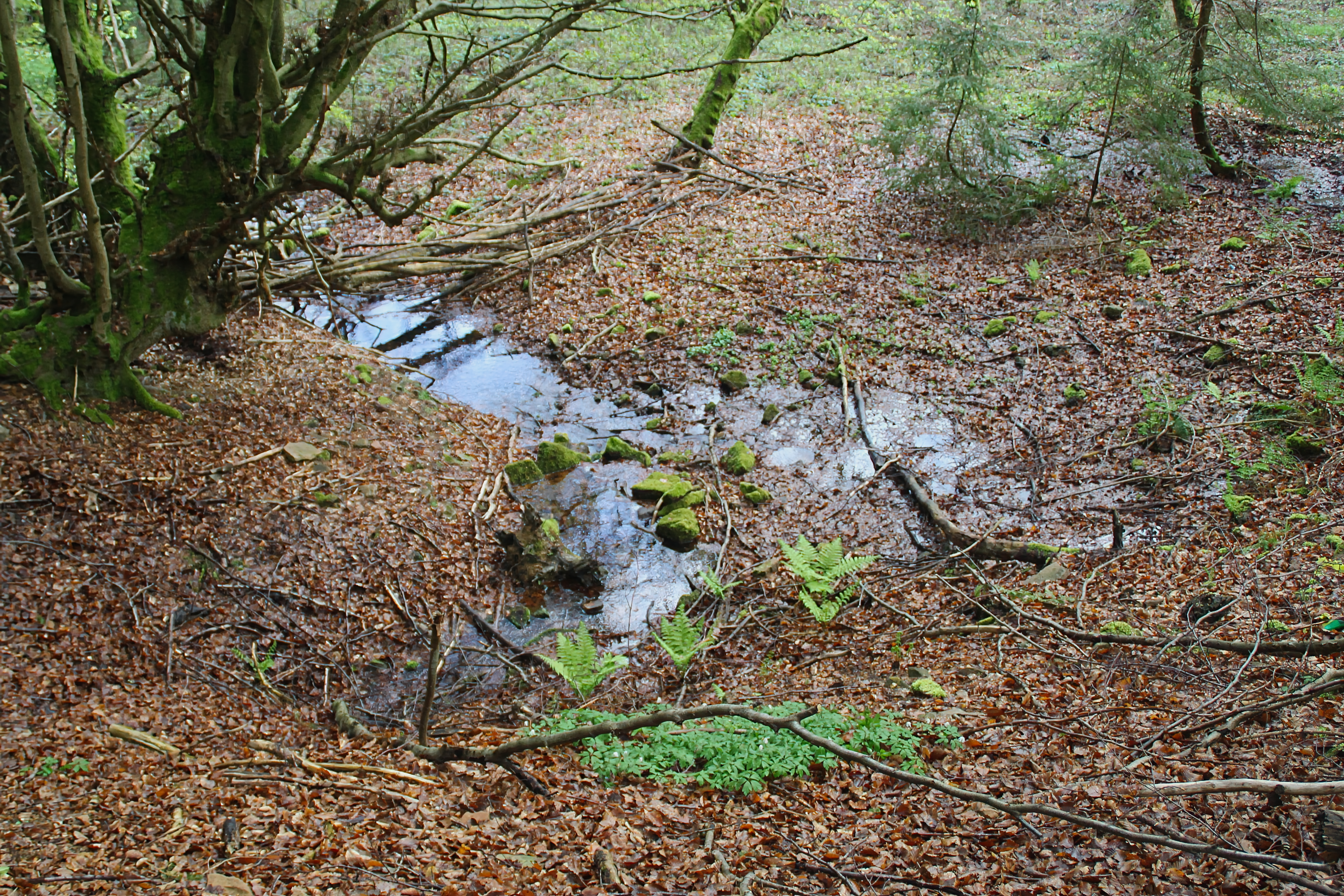

50°06′45″N 9°16′57″E / 50.11261°N 9.28239°E

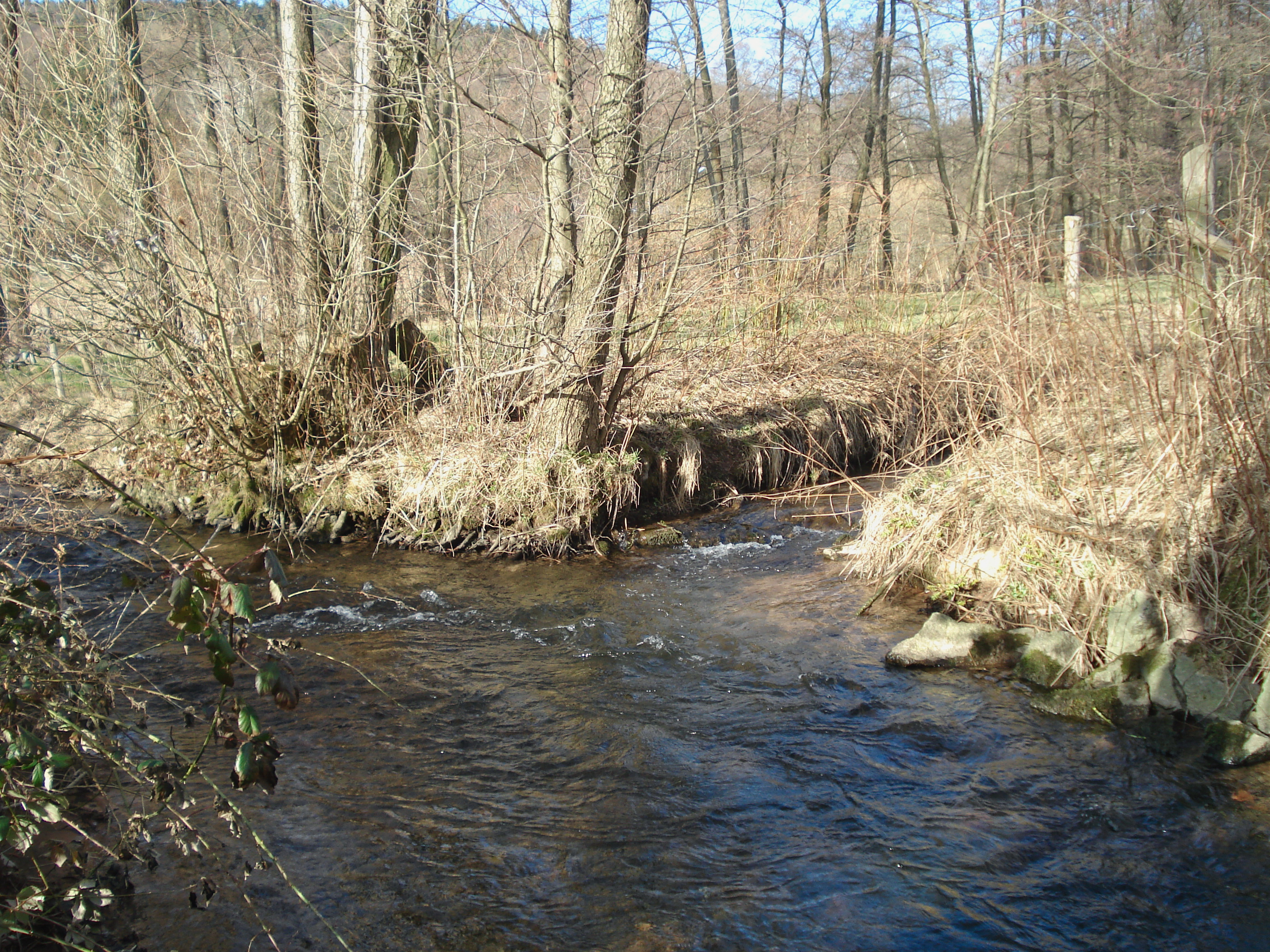

埃德爾巴赫河（德語：Edelbach），是德國的河流，位於該國東南部，由巴伐利亞負責管轄，屬於卡爾河的左支流，河道全長2.6公里，流域面積4.2平方公里。